# Phytometra aenea
Phytometra aenea är en fjärilsart som beskrevs av Ignaz Schiffermüller 1776. Phytometra aenea ingår i släktet Phytometra och familjen nattflyn. Inga underarter finns listade i Catalogue of Life.